# قائمة المواقع الأثرية في لبنان

خارطة محافظات لبنان: 1) عكار، 2) الشمال، 3) بعلبك الهرمل، 4) بيروت، 5) جبل لبنان، 6) البقاع، 7) النبطية، 8) الجنوب.

تتناول هذه القائمة غير الرسميّة المواقع الأثرية في لبنان.

## المواقع الأثرية

### محافظة بعلبك الهرمل
تقع في محافظة بعلبك الهرمل، شرق لبنان، المواقع الأثرية التالية:
| الرقم | الإسم                | الوصف          | الموقع | الإحداثيات                                          | المرجع | ملاحظات عامة عن الموقع | الصورة |
| ----- | -------------------- | -------------- | ------ | --------------------------------------------------- | ------ | ---------------------- | ------ |
| BA-01 | معبد باخوس           | العصر الروماني | بعلبك  | 34°00′22″N 36°12′14″E / 34.00611°N 36.20389°E       | [ 3 ]  |                        |        |
| BA-02 | معبد جوبيتر          | العصر الروماني | بعلبك  | 34°00′25″N 36°12′16″E / 34.00694°N 36.20444°E       | [ 3 ]  |                        |        |
| BA-03 | صخرة المرأة الحامل   | العصر الروماني | بعلبك  | 56°59′33″N 36°11′59″E / 56.99250°N 36.19972°E       |        |                        |        |
| BA-04 | معبد فينوس           | العصر الروماني | بعلبك  | 34°00′22.1″N 36°12′22.6″E / 34.006139°N 36.206278°E | [ 3 ]  |                        |        |
| BA-05 | قلعة التنور          | العصر الروماني | بعلبك  | 33°24′09.0″N 35°23′54.0″E / 33.402500°N 35.398333°E |        |                        |        |
| BA-06 | قلعة البسترة         | العصر الروماني | بعلبك  | 33°17′12″N 35°40′08″E / 33.2866°N 35.6688°E         |        |                        |        |
| BA-07 | قصر البنات           | العصر الروماني | بعلبك  | 34°05′15″N 36°07′04″E / 34.0875°N 36.117778°E       |        |                        |        |
| BA-08 | دير مار مارون        | العصر الروماني | بعلبك  | 35°55′40.4″N 35°39′18.3″E / 35.927889°N 35.655083°E |        |                        |        |
| BA-09 | هرم الهرمل           | العصر الروماني | هرمل   | 34°21′51.9″N 36°24′57.5″E / 34.364417°N 36.415972°E |        |                        |        |
| BA-10 | مقام خولة بنت الحسين | العصر العثماني | بعلبك  | 00°05′34″N 36°12′56″E / 0.09278°N 36.21556°E        | [ 4 ]  |                        |        |
| BA-11 | متحف بعلبك           | العصر العثماني | بعلبك  |                                                     |        |                        |        |

### محافظة البقاع
تقع في محافظة البقاع، شرق لبنان، المواقع الأثرية التالية:
| الرقم | الإسم                      | الوصف                                            | الموقع | الإحداثيات                                          | المرجع | ملاحظات عامة عن الموقع | الصورة |
| ----- | -------------------------- | ------------------------------------------------ | ------ | --------------------------------------------------- | ------ | ---------------------- | ------ |
| BE-01 | القصر الأموي               | العصر الأموي                                     | عنجر   | 53°43′33″N 35°56′02″E / 53.72583°N 35.93389°E       |        |                        |        |
| BE-02 | كنيسة القديس بولس الأرمنيّة |                                                  | عنجر   |                                                     |        |                        |        |
| BE-03 | سراي زحلة القديم           | العصر العثماني                                   | زحلة   |                                                     | [ 5 ]  |                        |        |
| BE-04 | قلعة راشيا                 | العصر الروماني الحملات الصليبية الانتداب الفرنسي | راشيا  | 33°30′03.2″N 35°50′30.1″E / 33.500889°N 35.841694°E | [ 6 ]  |                        |        |
| BE-05 | قصر عنجر                   | العصر الأموي                                     | عنجر   |                                                     |        |                        |        |
| BE-06 |                            |                                                  |        |                                                     |        |                        |        |

### محافظة بيروت
تقع في محافظة بيروت، وسط لبنان، المواقع الأثرية التالية:
| الرقم | الإسم                                                                                        | الوصف                      | الموقع       | الإحداثيات                                              | المرجع | ملاحظات عامة عن الموقع                                                          | الصورة |
| ----- | -------------------------------------------------------------------------------------------- | -------------------------- | ------------ | ------------------------------------------------------- | ------ | ------------------------------------------------------------------------------- | ------ |
| BG-01 | كاتدرائية مار جرجس المارونية                                                                 | العمارة الكلاسيكية الحديثة | بيروت        | 33°53′42.6″N 35°30′19.2″E / 33.895167°N 35.505333°E     |        |                                                                                 |        |
| BG-02 | المنتدى الروماني في بيروت                                                                    | العصر الروماني             | بيروت        | 33°53′45.2″N 35°30′19.5″E / 33.895889°N 35.505417°E     |        |                                                                                 |        |
| BG-03 | شارع الأعمدة في بيروت                                                                        | العصر الروماني             | بيروت        |                                                         |        |                                                                                 |        |
| BG-04 | السراي الكبير                                                                                | العصر العثماني             | بيروت        | 33°53′45.29″N 35°30′2.96″E / 33.8959139°N 35.5008222°E  |        |                                                                                 |        |
| BG-05 | قصر سرسق                                                                                     | العصر العثماني             | بيروت        | 33°53′34.59″N 35°30′58.42″E / 33.8929417°N 35.5162278°E |        |                                                                                 |        |
| BG-06 | المكتبة الوطنية اللبنانية                                                                    | العصر العثماني             | بيروت        | 33°53′41.7″N 35°29′25.9″E / 33.894917°N 35.490528°E     |        |                                                                                 |        |
| BG-07 | قصر زيادة                                                                                    | العصر العثماني             | بيروت        | 33°53′38.1″N 35°29′47.2″E / 33.893917°N 35.496444°E     |        |                                                                                 |        |
| BG-08 | المسجد العمري الكبير                                                                         | العصر الراشدي              | بيروت        | 33°53′52.2″N 35°30′18.4″E / 33.897833°N 35.505111°E     |        |                                                                                 |        |
| BG-09 | متحف بيروت الوطني                                                                            | العصر الحديث               | بيروت        | 33°52′42.3″N 35°30′54.3″E / 33.878417°N 35.515083°E     |        |                                                                                 |        |
| BG-10 | متاحف الجامعة الأميركية في بيروت: متحف الأثار متحف التاريخ الطبيعي (بيروت) متحف نباتات لبنان | العصر العثماني             | بيروت        | 33°53′58.0″N 35°29′02.0″E / 33.899444°N 35.483889°E     |        |                                                                                 |        |
| BG-11 | متحف التراث اللبناني                                                                         | العصر العثماني             | جونية، بيروت |                                                         |        | صنفت وزارتا السياحة والثقافة هذا الصرح كمركز ثقافي سياحي تراثي من الدرجة الأولى |        |
| BG-12 | متحف ما قبل التاريخ اللبناني                                                                 | العصر العثماني             | بيروت        | 33°53′29.0″N 35°30′29.4″E / 33.891389°N 35.508167°E     |        | أول متحف متخصص في عصور ما قبل التاريخ في الشرق العربي                           |        |

### محافظة جبل لبنان
تقع في محافظة جبل لبنان، وسط لبنان، المواقع الأثرية التالية:
| الرقم | الإسم                   | الوصف          | الموقع                         | الإحداثيات                                          | المرجع | ملاحظات عامة عن الموقع | الصورة |
| ----- | ----------------------- | -------------- | ------------------------------ | --------------------------------------------------- | ------ | ---------------------- | ------ |
| ML-01 | مسجد السلطان عبد المجيد | العصر الأيوبي  | جبيل                           | 34°07′16.1″N 35°38′46.5″E / 34.121139°N 35.646250°E |        |                        |        |
| ML-02 | متحف الشمع في جبيل      | العصر الحديث   | جبيل                           | 34°07′17.6″N 35°38′45.5″E / 34.121556°N 35.645972°E |        |                        |        |
| ML-03 | قلعة جبيل               | العصر الروماني | جبيل                           | 34°07′12.4″N 35°38′47.2″E / 34.120111°N 35.646444°E |        |                        |        |
| ML-04 | متحف جبيل للأحافير      | العصر الحديث   | بيبلوس                         | 34°07′16.2″N 35°38′45.6″E / 34.121167°N 35.646000°E |        |                        |        |
| ML-05 | قلعة أبو الحصن          | العصور الوسطى  | جون                            |                                                     |        |                        |        |
| ML-06 | قلعة فقرا               | العصر الروماني | كفرذبيان                       | 34°00′06″N 35°48′18″E / 34.001667°N 35.805°E        |        |                        |        |
| ML-07 | قصر بيت الدين           | العصر العثماني | جبل لبنان                      | 33°41′43.5″N 35°34′49.7″E / 33.695417°N 35.580472°E |        |                        |        |
| ML-08 | قصر الأمير أمين         | العصر العثماني | بيت الدين                      | 33°41′33.3″N 35°34′53.4″E / 33.692583°N 35.581500°E |        |                        |        |
| ML-09 | قصر فخر الدين الثاني    | العصر العثماني | دير القمر، قضاء الشوف          | 33°41′53.0″N 35°33′55.7″E / 33.698056°N 35.565472°E |        |                        |        |
| ML-10 | متحف قصر بيت الدين      | العصر العثماني | بيت الدين                      | 33°24′52.9″N 35°20′41.4″E / 33.414694°N 35.344833°E |        |                        |        |
| ML-11 | قلعة موسى               | العصر العثماني | بين دير القمر وبيت الدين       | 33°42′01.8″N 35°35′01.1″E / 33.700500°N 35.583639°E |        |                        |        |
| ML-12 | متحف مار شربل           | العصر العثماني | في عنايا من قضاء جبيل          |                                                     |        |                        |        |
| ML-13 | متحف الحرير بسوس        | العصر العثماني | بلدة بسوس بالقرب من وادي شحرور | 33°49′00.1″N 35°34′20.1″E / 33.816694°N 35.572250°E |        |                        |        |

### محافظة الجنوب
تقع في محافظة الجنوب، جنوب لبنان، المواقع الأثرية التالية:
| الرقم | الإسم                                  | الوصف          | الموقع          | الإحداثيات                                                 | المرجع | ملاحظات عامة عن الموقع | الصورة |
| ----- | -------------------------------------- | -------------- | --------------- | ---------------------------------------------------------- | ------ | ---------------------- | ------ |
| SL-01 | قلعة الإسكندرونة (لبنان)               | العصور الوسطى  | اسكندرونة (صور) |                                                            |        |                        |        |
| SL-02 | معبد أشمون                             | العصر الروماني | صيدا            | 30°16′53.544″N 31°4′29.604″E / 30.28154000°N 31.07489000°E |        |                        |        |
| SL-03 | قصر دبانه                              | العصر العثماني | صيدا            | 33°33′53.6″N 35°22′17.5″E / 33.564889°N 35.371528°E        |        |                        |        |
| SL-04 | خان الأشقر                             | عصر المعنيون   | صور             |                                                            |        |                        |        |
| SL-05 | متحف صيدا التاريخي                     | العصر العثماني | صيدا            |                                                            |        |                        |        |
| SL-06 | قلعة صيدا البحرية                      | العصور الوسطى  | صيدا            | 33°34′04.3″N 35°22′14.2″E / 33.567861°N 35.370611°E        |        |                        |        |
| SL-07 | قلعة صيدا البرية                       | العصور الوسطى  | صيدا            | 33°33′41.2″N 35°22′16.3″E / 33.561444°N 35.371194°E        |        |                        |        |
| SL-08 | المتحف اللبناني للحياة البحرية والبرية | العصر الحديث   | صور             |                                                            |        |                        |        |
| SL-09 | متحف الصابون في صيدا                   | عصر الفينيقيين | صيدا            | 33°33′45.7″N 35°22′16.9″E / 33.562694°N 35.371361°E        |        |                        |        |

### محافظة الشمال
تقع في محافظة الشمال، شمال لبنان، المواقع الأثرية التالية:
| الرقم | الإسم                           | الوصف          | الموقع | الإحداثيات                                          | المرجع      | ملاحظات عامة عن الموقع                                                           | الصورة |
| ----- | ------------------------------- | -------------- | ------ | --------------------------------------------------- | ----------- | -------------------------------------------------------------------------------- | ------ |
| NL-01 | قلعة طرابلس                     | العصر العثماني | طرابلس | 34°26′00.3″N 35°50′40.4″E / 34.433417°N 35.844556°E |             |                                                                                  |        |
| NL-02 | قلعة المسيلحة                   | العصر العثماني | حامات  | 34°16′25.2″N 35°41′23.4″E / 34.273667°N 35.689833°E |             |                                                                                  |        |
| NL-03 | قلعة المنيطرة                   | العصر الروماني | طرابلس |                                                     |             |                                                                                  |        |
| NL-04 | مسجد طينال                      | العصر المملوكي | طرابلس | 34°25′51.5″N 35°50′15.9″E / 34.430972°N 35.837750°E | [ 3 ]       |                                                                                  |        |
| NL-05 | المسجد المنصوري الكبير          | العصر المملوكي | طرابلس | 34°26′04.6″N 35°50′33.0″E / 34.434611°N 35.842500°E | [ 3 ]       |                                                                                  |        |
| NL-06 | المدرسة القرطاوية               | العصر المملوكي | طرابلس | 34°26′03.8″N 35°50′34.5″E / 34.434389°N 35.842917°E | [ 3 ]       |                                                                                  |        |
| NL-07 | مسجد التوبة                     | العصر المملوكي | طرابلس | 34°26′16.9″N 35°50′46.1″E / 34.438028°N 35.846139°E | [ 3 ]       |                                                                                  |        |
| NL-08 | برج ساعة التل (الساعة الحميدية) | العصر العثماني | طرابلس |                                                     | [ 7 ] [ 8 ] | تعرّض لأضرار بالغة خلال الحرب الأهليّة اللبنانيّة، إلاّ أن وكالة تيكا رمّمته في 2016. |        |
| NL-09 | دير مار أنطونيوس قزحيا          | العصر العثماني | زغرتا  | 34°17′00.2″N 35°56′46.1″E / 34.283389°N 35.946139°E | [ 9 ]       |                                                                                  |        |
| NL-10 | متحف جبران                      | العصر العثماني | بشري   | 34°14′59.5″N 36°01′08.5″E / 34.249861°N 36.019028°E |             |                                                                                  |        |
| NL-11 | جامع الأويسي                    | عصر المماليك   | طرابلس | 34°26′07.0″N 35°50′41.8″E / 34.435278°N 35.844944°E |             |                                                                                  |        |
| NL-12 | محمية جزر النخيل الطبيعية       |                | طرابلس | 34°29′39.9″N 35°46′23.4″E / 34.494417°N 35.773167°E |             |                                                                                  |        |

### محافظة عكار
تقع في محافظة عكار، شمال لبنان، المواقع الأثرية التالية:
| الرقم | الإسم             | الوصف          | الموقع     | الإحداثيات                                    | المرجع | ملاحظات عامة عن الموقع | الصورة |
| ----- | ----------------- | -------------- | ---------- | --------------------------------------------- | ------ | ---------------------- | ------ |
| AK-01 | قلعة عرقة         | العصور الوسطى  | عرقة، عكار | 45°02′36″N 34°31′08″E / 45.04333°N 34.51889°E | [ 10 ] |                        |        |
| AK-02 | معبد نيميسيس      | العصر الروماني | منجز، عكار |                                               | [ 11 ] |                        |        |
| AK-03 | كنيسة سيدة المعين | العصر البيزنطي | منجز، عكار |                                               | [ 11 ] |                        |        |
| AK-04 |                   |                |            |                                               |        |                        |        |
| AK-05 |                   |                |            |                                               |        |                        |        |
| AK-06 |                   |                |            |                                               |        |                        |        |
| AK-07 |                   |                |            |                                               |        |                        |        |

### محافظة النبطية
تقع في محافظة النبطية، جنوب لبنان، المواقع الأثرية التالية:
| الرقم | الإسم               | الوصف          | الموقع   | الإحداثيات                                          | المرجع | ملاحظات عامة عن الموقع | الصورة |
| ----- | ------------------- | -------------- | -------- | --------------------------------------------------- | ------ | ---------------------- | ------ |
| NB-01 | قلعة الشهابية       | العصر الروماني | حاصبيا   | 33°24′01.0″N 35°41′17.8″E / 33.400278°N 35.688278°E |        |                        |        |
| NB-02 | قلعة ميس            | العصر الروماني | أنصار    | 33°27′28.1″N 35°30′26.7″E / 33.457806°N 35.507417°E |        |                        |        |
| NB-03 | قلعة دوبية          | العصر الروماني | جبل عامل | 35°11′41.2″N 35°29′07.1″E / 35.194778°N 35.485306°E |        |                        |        |
| NB-04 | قلعة شمع            | العصر الروماني | جبل عامل |                                                     |        |                        |        |
| NB-05 | مقام النبي جليل     | العصر العثماني | الشرقية  |                                                     | [ 12 ] |                        |        |
| NB-06 | قلعة مارون دير كيفا | العصور الوسطى  | جبل عامل | 33°15′50.4″N 35°23′57.3″E / 33.264000°N 35.399250°E |        |                        |        |
| NB-07 | قلعة الشقيف         | العصر الروماني | النبطية  | 33°19′27.6″N 35°31′55.7″E / 33.324333°N 35.532139°E |        |                        |        |
| NB-10 | دير مار أنطونيوس    | العصر العثماني | النبطية  | 33°22′05.1″N 35°29′56.2″E / 33.368083°N 35.498944°E | [ 13 ] |                        |        |